# Козик Юлія Сергіївна
Юлія Сергіївна Козик (17 лютого 1997 , Долгопрудний, Московська область ) — російська баскетболістка, яка виступає за клуб «Динамо» Курськ. Срібна призерка Олімпійських ігор в Токіо в баскетболі 3×3.

## Біографія
Народилася Юлія Козик в 1997 році в Підмосков'ї. Почала займатися баскетболом в ранньому дитинстві, перший тренер — Андрій Ситник. Тренувалася в СШОР «Глорія». Паралельно з класичним баскетболом грала в баскетбол 3×3.
На дорослому рівні дебютував виступами за клуб МБА, до якого приєдналася в 2013 році у 16-річному віці. У 2017 році перейшла до складу курського клубу «Інвента», в 2019 році перейшла до «Динамо» Курськ. У 2020 році завоювала в складі клубу кубок Росії і стала віце-чемпіонкою країни.
У липні 2021 року пройшла відбір до національної збірної і відправилася на Олімпіаду в Токіо, де представляла Росію на змаганнях з баскетболу 3×3. Її партнерками по команді стали сестри Ольга та Євгенія Фролкіни, які грають з Козик в одному клубі, а також Анастасія Логунова, що представляє оренбурзький клуб «Надія». На іграх російська збірна дійшла до фіналу, в якому поступилася баскетболісткам з США і стала володарем срібної медалі.

## Досягнення
- 2016, 2017 — бронзова призерка чемпіонату Європи (до 20 років)
- 2019 — переможниця молодіжної Ліги націй
- 2019 — срібна призерка молодіжно Кубка світу
- 2019, 2020 року — срібна призерка чемпіонату Росії з «Динамо» Курськ
- 2019/20 — володарка Кубка Росії з «Динамо» Курськ
- 2021 — срібна призерка Олімпійських ігор 2020 в Токіо.

### Виступи на Олімпіадах
| Олімпіада  | Дисципліна      | Місце |
| ---------- | --------------- | ----- |
| Токіо 2020 | Баскетбол 3 × 3 | 2     |